# Merab Kvirikashvili

a Compétitions nationales et continentales officielles uniquement.

b Matchs officiels uniquement.
Merab Kvirikashvili (en géorgien : მერაბ კვირიკაშვილი), né le 27 décembre 1983 à Tbilissi, est un joueur international géorgien de rugby à XV. Il évolue au poste de demi d'ouverture, ainsi qu'à l'arrière.
Il détient le record du nombre de points marqués pour la Géorgie avec 840 points.

## Biographie
Il a eu sa première cape internationale le 16 février 2003, à l’occasion d’un match contre l'équipe du Portugal.
Ayant joué la plus grande partie de sa carrière en France, il est remarqué comme un talent prometteur notamment lors de son arrivée à Massy. Néanmoins c'est surtout pour son parcours au niveau international qu'il est connu.

## Palmarès
En Championnat européen des nations :
- Vainqueur en 2006-2008, 2008-2010, 2010-2012, 2012-2014, 2014-2016, 2016-2017 et 2017-2018.

## Statistiques en équipe nationale
- 115 sélections avec la Géorgie entre 2003 et 2018.
- 840 points inscrits (record national)[réf. nécessaire].

En Coupe du monde :
- 2003 : 4 sélections (Angleterre, Samoa, Afrique du Sud, Uruguay), 12 points.
- 2007 : 4 sélections (Argentine, Irlande, Namibie, France), 23 points.
- 2011 : 4 sélections (Angleterre, Argentine, Roumanie, Écosse), 28 points.
- 2015 : 3 sélections (Tonga, Argentine, Namibie), 23 points

En Coupe du monde de rugby à sept :
- Coupe du monde de rugby à sept 2013 : 5 matchs, 38 points.

Au Championnat d'Europe de rugby à sept :
- Seven's Grand Prix Series 2014 : 12 matchs, 62 points